# Port lotniczy Kos
Port lotniczy Kos „Hipokrates” (gr. Κρατικός Αερολιμένας Κω, Ιπποκράτης, IATA: KGS, ICAO: LGKO) – międzynarodowy port lotniczy położony 26 km na zachód od centrum Kos, na wyspie Kos, w Grecji.

## Linie lotnicze i połączenia
| Linia lotnicza                | Kierunek |
| ----------------------------- | --- |
| Aegean Airlines               | 1. Ateny 2. Saloniki (od 29 października 2023) |
| Aer Lingus                    | Sezonowo: 1. Dublin |
| Air Baltic                    | Sezonowo: 1. Ryga |
| Air Serbia                    | Sezonowe czartery: 1. Belgrad |
| Animawings                    | Sezonowo: 1. Bukareszt |
| Arkia Israel Airlines         | Sezonowo: 1. Tel Awiw |
| Austrian Airlines             | Sezonowo: 1. Wiedeń |
| Bluebird Airways              | Sezonowo: 1. Tel Awiw |
| British Airways               | Sezonowo: 1. Londyn-Gatwick 2. Londyn-Heathrow |
| Brussels Airlines             | Sezonowo: 1. Bruksela |
| Buzz                          | Sezonowe czartery: 1. Katowice |
| Chair Airlines                | Sezonowo: 1. Zurych |
| Condor                        | Sezonowo: 1. Düsseldorf 2. Frankfurt 3. Hamburg 4. Lipsk 5. Monachium 6. Stuttgart 7. Zurych                                                                               |
| Corendon Airlines             | Sezonowo: 1. Kolonia/Bonn 2. Düsseldorf 3. Hanower 4. Norymberga |
| Corendon Dutch Airlines       | Sezonowo: 1. Amsterdam 2. Bruksela 3. Maastricht Aachen |
| EasyJet                       | Sezonowo: 1. Berlin 2. Birmingham (od 10 maja 2024) 3. Bristol 4. Glasgow 5. Liverpool 6. Londyn-Gatwick 7. Lyon 8. Manchester 9. Mediolan-Malpensa 10. Neapol 11. Wenecja |
| Edelweiss Air                 | Sezonowo: 1. Zurych |
| Enter Air                     | Sezonowe czartery: 1. Gdańsk 2. Katowice 3. Warszawa-Okęcie |
| European Aviation Air Charter | Sezonowe czartery: 1. Linz |
| Eurowings                     | Sezonowo: 1. Berlin 2. Kolonia/Bonn 3. Graz 4. Hamburg 5. Salzburg 6. Stuttgart Sezonowe czartery: 1. Innsbruck                                                            |
| Eurowings Discover            | Sezonowo: 1. Frankfurt 2. Monachium |
| Helvetic Airways              | Sezonowo: 1. Berno 2. Zurych |
| Jet2.com                      | Sezonowo: 1. Birmingham 2. Bristol 3. East Midlands 4. Edynburg 5. Glasgow 6. Leeds/Bradford 7. Liverpool (od 3 maja 2024) 8. Londyn-Stansted 9. Manchester 10. Newcastle  |
| Leav Aviation                 | Sezonowo: 1. Kolonia/Bonn |
| Lufthansa                     | Sezonowo: 1. Frankfurt |
| Luxair                        | Sezonowo: 1. Luksemburg |
| Marabu                        | Sezonowo: 1. Hamburg 2. Monachium |
| Neos                          | Sezonowo: 1. Mediolan-Bergamo 2. Bolonia 3. Mediolan-Malpensa 4. Werona |
| Norwegian Air Shuttle         | Sezonowo: 1. Kopenhaga 2. Oslo-Gardermoen 3. Sztokholm-Arlanda |
| Olympic Air                   | 1. Saloniki (do 27 października 2023) |
| Ryanair                       | Sezonowo: 1. Bari 2. Mediolan-Bergamo 3. Berlin 4. Bolonia 5. Dublin 6. Londyn-Stansted 7. Mediolan-Malpensa 8. Piza 9. Rzym-Fiumicino 10. Treviso 11. Wiedeń 12. Zagrzeb  |
| Scandinavian Airlines System  | Sezonowe czartery: 1. Kopenhaga 2. Göteborg 3. Oslo-Gardermoen 4. Stavanger 5. Sztokholm-Arlanda                                                                           |
| Sky Express                   | 1. Astipalea 2. Ateny 3. Heraklion 4. Kalimnos 5. Leros 6. Rodos Sezonowo: 1. Amsterdam Sezonowe czartery: 1. Weeze                                                        |
| SmartLynx                     | Sezonowe czartery: 1. Münster/Osnabrück |
| Smartwings                    | Sezonowo: 1. Bratysława 2. Brno 3. Ostrawa 4. Praga 5. Warszawa-Okęcie |
| Sunclass Airlines             | Sezonowe czartery: 1. Oslo-Gardermoen |
| Sundair                       | Sezonowo: 1. Berlin 2. Brema 3. Drezno |
| Swiss International Air Lines | Sezonowo: 1. Genewa |
| Trade Air                     | Sezonowe czartery: 1. Lublana |
| Transavia.com                 | Sezonowo: 1. Amsterdam 2. Eindhoven 3. Paryż-Orly 4. Nantes (od 15 kwietnia 2024) 5. Rotterdam                                                                             |
| TUI Airways                   | Sezonowo: 1. Belfast 2. Birmingham 3. Bristol 4. Cardiff 5. Dublin 6. East Midlands 7. Londyn-Gatwick 8. Londyn-Luton 9. Manchester 10. Newcastle                          |
| TUI fly Belgium               | Sezonowo: 1. Bruksela 2. Ostenda |
| TUIfly Deutschland            | Sezonowo: 1. Düsseldorf 2. Frankfurt 3. Hanower 4. Monachium 5. Stuttgart                                                                                                  |
| TUI fly Netherlands           | Sezonowo: 1. Amsterdam 2. Eindhoven 3. Rotterdam |
| Wizz Air                      | Sezonowo: 1. Rzym-Fiumicino |